# جاك روبنسون
جاك روبنسون (بالإنجليزية: Jack Robinson)‏ (و. 1870 – 1931 م) هو لاعب كرة قدم، ولاعب كرة قاعدة، من المملكة المتحدة، ولد في ديربي، يلعب كحارس مرمى، توفي في ديربي، عن عمر يناهز 61 عاماً.